# Zange (Bauteil)

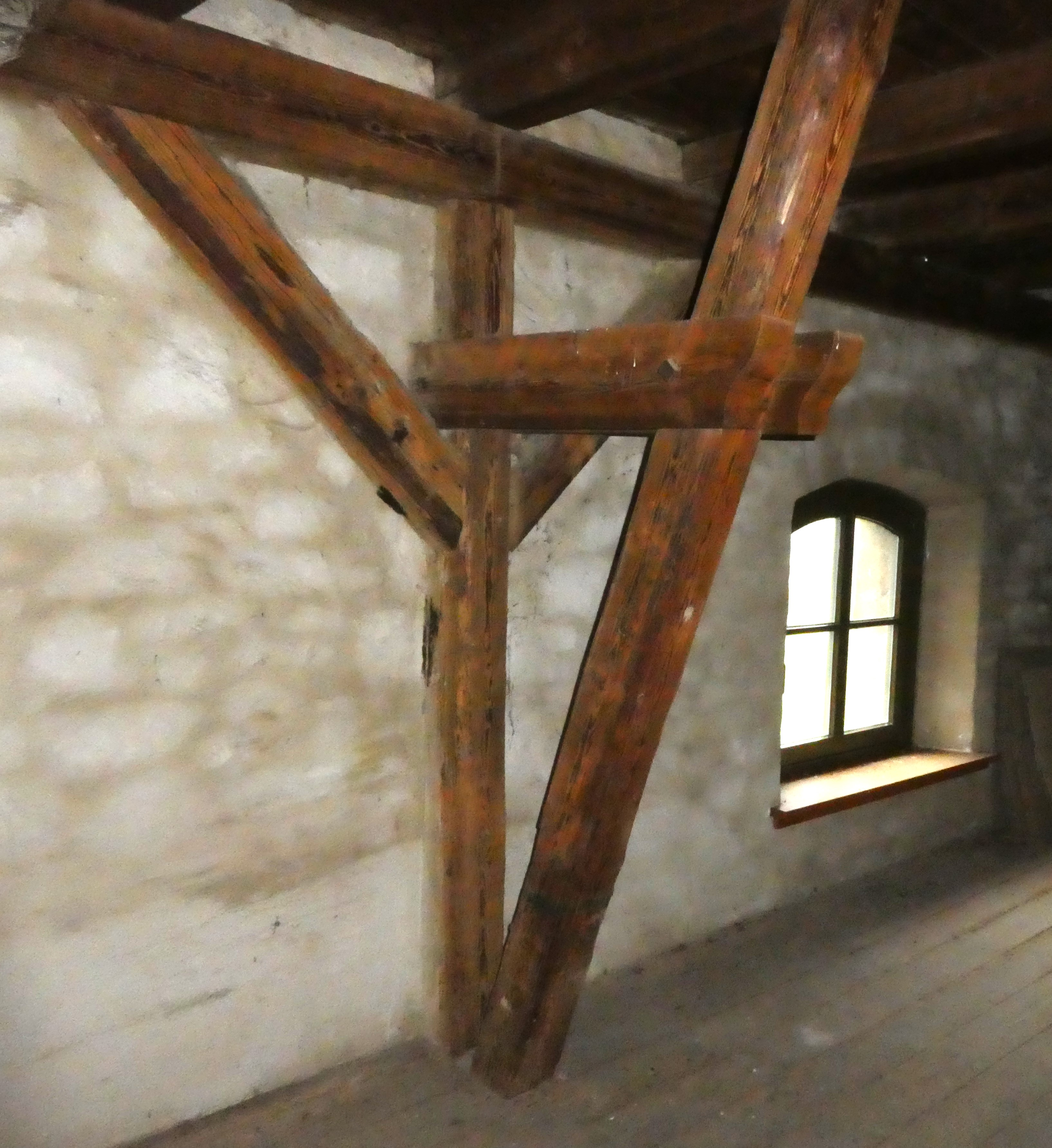
Kurze Doppelzange an einem Kniestock (19. Jahrhundert)

Eine Zange oder Doppelzange ist ein Bauteil im zimmermannsmäßigen Holzbau, das in der Regel aus zwei horizontal und parallel verlaufenden Brettern, Bohlen oder Balken (mit schmalen Querschnitten) besteht und als „Doppelholz“ ein anderes Konstruktionsholz beiderseits umschließt, häufig Sparren, Streben und Ständer.

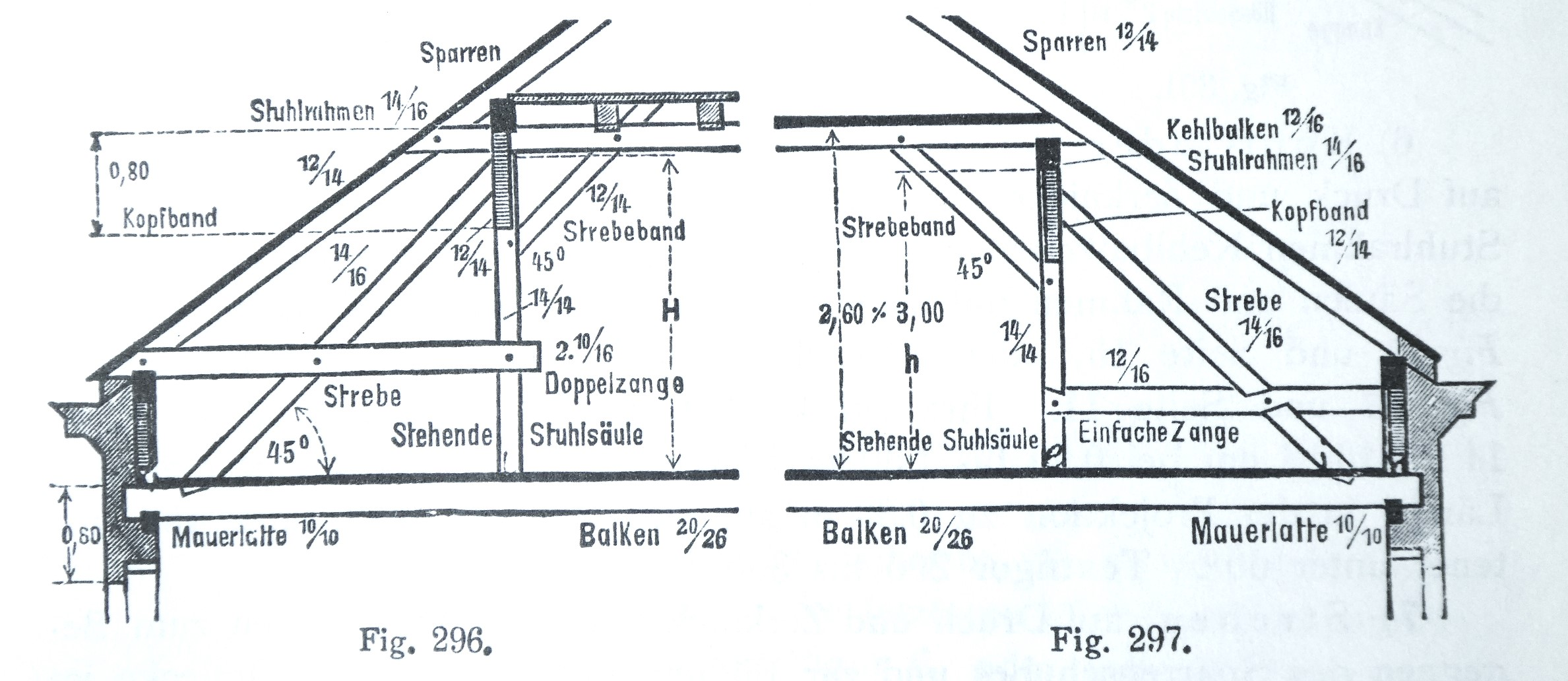
Lehrbuchzeichnung eines Kniestock-Kehlbalkendachwerks mit abgestrebt doppelt stehendem Dachstuhl in zwei Varianten: links mit Doppelzange, rechts mit einfacher Zange (Franz Stade, 1904)

Die Zange ist häufig Teil eines Dachbinders (insbesondere als Kehlzange) in einem Dachtragwerk.
Während eine traditionell mit Versatz-Verbindung angeschlossene (Fachwerk-)Strebe überwiegend nur Druckbelastungen aufnehmen kann, wird eine Zange (z. B. eine Kehlzange) durch Querbolzen und teilweise Verkämmung mit dem Balken verbunden, so dass sie auch Zugkräfte aufnehmen kann. Zangen werden je nach Beanspruchung angenagelt, geschraubt oder mittels Bolzen – sowie neuerdings gegebenenfalls auch mit Einpressdübeln – am Balken angeschlossen.
Kürzere Zangen werden auch als Laschen bezeichnet und dienen etwa der Verbindung zweier Sparren, die sich gegenüber stehen, indem sie unmittelbar unter der Firstpfette von Sparren zu Sparren verlaufen.
In Sonderfällen werden die Bohlen oder Balken nur einseitig angebracht, typischerweise etwa am Giebelsparren (Streichsparren).